# Miss Mondo 2019
Miss Mondo 2019 è stata la 69ª edizione del concorso Miss Mondo; si è svolta il 14 dicembre 2019 presso il centro ExCeL London di Londra, Inghilterra.
Il concorso è stato vinto da  Toni-Ann Singh, che ha rappresentato la Giamaica; la vincitrice è stata incoronata dalla Miss in carica, Vanessa Ponce del Messico. Si tratta della quarta vittoria per la Giamaica nella storia della manifestazione.
Questa edizione del concorso è stata presentata, fra gli altri, dalla filippina Megan Young (Miss Mondo 2013) e dalla portoricana Stephanie Del Valle (Miss Mondo 2016). Durante lo spettacolo, si sono esibiti Peter Andre (che ha ricoperto anche il ruolo di co-conduttore), Lulu, Misunderstood e Kerry Ellis.

## Risultati

### Classifica
| Posizione       | Concorrente |
| --------------- | --- |
| Miss Mondo 2019 | - Giamaica – Toni-Ann Singh |
| 2ª classificata | - Francia – Ophély Mézino |
| 3ª classificata | - India – Suman Rao |
| Top 5           | - Brasile – Elís Miele Coelho - Nigeria – Nyekachi Douglas |
| Top 12          | - Isole Cook – Tajiya Eikura Sahay - Kenya – Maria Wavinya - Messico – Ashley Alvídrez - Nepal – Anushka Shrestha - Filippine – Michelle Dee - Russia – Alina Sanko - Vietnam – Lương Thùy Linh |
| Top 40          | - Antigua e Barbuda – Taqiyyah Francis - Australia – Sarah Marschke - Isole Vergini Britanniche – Rikkiya Brathwaite - Cina – Li Peishan - Danimarca – Natasja Kunde - Inghilterra – Bhasha Mukherjee - Guyana – Joylyn Conway - Hong Kong – Lila Lam - Indonesia – Princess Megonondo - Malaysia – Alexis SueAnn Seow - Moldavia – Elizaveta Kuznitova - Mongolia – Tsevelmaa Mandakh - Nuova Zelanda – Lucy Brock - Paraguay – Araceli Bobadilla - Polonia – Milena Sadowska - Portogallo – Inês Brusselmans - Porto Rico – Daniella Rodríguez - Scozia – Keryn Matthew - Sudafrica – Sasha-Lee Olivier - Spagna – María del Mar Aguilera - Thailandia – Narintorn Chadapattarawalrachoat - Trinidad e Tobago – Tya Jané Ramey - Tunisia – Sabrine Mansour - Uganda – Oliver Nakakande - Ucraina – Marharyta Pasha - Stati Uniti – Emmy Cuvelier - Venezuela – Isabella Rodríguez - Galles – Gabriella Jukes |

### Regine Continentali
| Continente | Concorrente                          |
| ---------- | ------------------------------------ |
| Africa     | - Nigeria – Nyekachi Douglas         |
| Americhe   | - Brasile – Elís Miele Coelho        |
| Asia       | - India – Suman Rao                  |
| Caraibi    | - Trinidad e Tobago – Tya Jané Ramey |
| Europa     | - Francia – Ophély Mézino            |
| Oceania    | - Isole Cook – Tajiya Eikura Sahay   |

## Concorrenti
A Miss Mondo 2019 hanno partecipato 111 concorrenti:
| Paese/Territorio          | Concorrente                      | Età | Città d’origine           |
| ------------------------- | -------------------------------- | --- | ------------------------- |
| Albania                   | Atalanta Kërçyku                 | 20  | Tirana                    |
| Angola                    | Brezana Da Costa                 | 24  | Luanda                    |
| Antigua e Barbuda         | Taqiyyah Francis                 | 26  | Saint John's              |
| Argentina                 | Judit Grnja                      | 18  | Villa Ángela              |
| Armenia                   | Liana Voskerchyan                | 20  | Erevan                    |
| Aruba                     | Ghislaine Mejia                  | 26  | Oranjestad                |
| Australia                 | Sarah Marschke                   | 20  | Sydney                    |
| Bahamas                   | Nyah Bandelier                   | 19  | Eleuthera                 |
| Bangladesh                | Rafah Nanjeba Torsa              | 21  | Chittagong                |
| Barbados                  | Che Amor Greenidge               | 26  | Bridgetown                |
| Bielorussia               | Anastasia Laurynchuk             | 19  | Minsk                     |
| Belgio                    | Elena Castro Suarez              | 19  | Anversa                   |
| Bolivia                   | Iciar Díaz                       | 23  | Santa Cruz de la Sierra   |
| Bosnia ed Erzegovina      | Ivana Ladan                      | 21  | Jajce                     |
| Botswana                  | Oweditse Phirinyane Gofaone      | 25  | Gaborone                  |
| Brasile                   | Elís Miele                       | 20  | Ipatinga                  |
| Isole Vergini Britanniche | Rikkiya Brathwaite               | 22  | Tortola                   |
| Bulgaria                  | Margo Cooper                     | 26  | Sofia                     |
| Cambogia                  | Vy Sreyvin                       | 20  | Kandal                    |
| Canada                    | Naomi Colford                    | 19  | Sydney                    |
| Isole Cayman              | Jaci Patrick                     | 24  | West Bay                  |
| Cile                      | Ignacia Albornoz                 | 18  | Santiago del Cile         |
| Cina                      | Li Peishan                       | 26  | Pechino                   |
| Colombia                  | Sara Arteaga Franco              | 26  | Medellín                  |
| Isole Cook                | Tajiya Eikura Sahay              | 26  | Avarua                    |
| Costa Rica                | Jessica Jiménez                  | 26  | San José                  |
| Croazia                   | Katarina Mamić                   | 23  | Lika-Segna                |
| Curaçao                   | Sharon Meyer                     | 24  | Willemstad                |
| Rep. Ceca                 | Denisa Spergerová                | 19  | České Budějovice          |
| Danimarca                 | Natasja Kunde                    | 18  | Copenaghen                |
| Rep. Dominicana           | Alba Marie Blair                 | 21  | Jarabacoa                 |
| Ecuador                   | María Auxiliadora Idrovo         | 18  | Guayaquil                 |
| El Salvador               | Fatima Mangandi                  | 27  | Santa Tecla               |
| Inghilterra               | Bhasha Mukherjee                 | 23  | Derby                     |
| Guinea Equatoriale        | Janet Ortiz Oyono                | 20  | Malabo                    |
| Etiopia                   | Feven Gebreslassie               | 22  | Addis Abeba               |
| Finlandia                 | Dana Mononen                     | 19  | Helsinki                  |
| Francia                   | Ophély Mézino                    | 20  | Morne-à-l'Eau             |
| Georgia                   | Nini Gogichaishvili              | 25  | Tbilisi                   |
| Ghana                     | Rebecca Kwabi                    | 26  | Accra                     |
| Gibilterra                | Celine Bolaños                   | 22  | Gibilterra                |
| Grecia                    | Rafaela Plastira                 | 20  | Trikala                   |
| Guadalupa                 | Anaïs Lacalmontie                | 22  | Basse-Terre               |
| Guatemala                 | Dulce María Ramos García         | 22  | Cuilapa                   |
| Guinea-Bissau             | Leila Samati                     | 21  | Bissau                    |
| Guyana                    | Joylyn Conway                    | 20  | Georgetown                |
| Haiti                     | Alysha Morency                   | 25  | Port-au-Prince            |
| Honduras                  | Ana Grisel Romero                | 21  | Olanchito                 |
| Hong Kong                 | Lila Lam                         | 27  | Hong Kong                 |
| Ungheria                  | Krisztina Nagypál                | 23  | Budapest                  |
| Islanda                   | Kolfinna Mist Austfjörð          | 22  | Reykjavík                 |
| India                     | Suman Rao                        | 20  | Udaipur                   |
| Indonesia                 | Princess Megonondo               | 19  | Jambi                     |
| Irlanda                   | Chelsea Farrell                  | 19  | County Louth              |
| Italia                    | Adele Sammartino                 | 24  | Pompei                    |
| Giamaica                  | Toni-Ann Singh                   | 23  | Saint Thomas              |
| Giappone                  | Marika Sera                      | 17  | Kanagawa                  |
| Kazakistan                | Madina Batyk                     | 20  | Pavlodar                  |
| Kenya                     | Maria Wavinya                    | 19  | Nyandarua                 |
| Corea del Sud             | Lim Ji-yeon                      | 20  | Seul                      |
| Kirghizistan              | Ekaterina Zabolotnova            | 24  | Biškek                    |
| Laos                      | Nelamith Xaypannha               | 19  | Vientiane                 |
| Lussemburgo               | Melanie Heynsbroek               | 19  | Città del Lussemburgo     |
| Macao                     | Yu Yanan                         | 26  | Macau                     |
| Malaysia                  | Alexis SueAnn Seow               | 24  | Selangor                  |
| Malta                     | Nicole Vella                     | 20  | La Valletta               |
| Mauritius                 | Urvashi Gooriah                  | 20  | Port Louis                |
| Messico                   | Ashley Alvídrez                  | 20  | Ciudad Juárez             |
| Moldavia                  | Elizaveta Kuznitova              | 19  | Tiraspol                  |
| Mongolia                  | Tsevelmaa Mandakh                | 22  | Ulan Bator                |
| Montenegro                | Mirjana Muratović                | 19  | Podgorica                 |
| Birmania                  | Khit Lin Latt Yoon               | 22  | Yangon                    |
| Nepal                     | Anushka Shrestha                 | 23  | Kathmandu                 |
| Paesi Bassi               | Brenda Felicia Muste             | 23  | Arnhem                    |
| Nuova Zelanda             | Lucy Brock                       | 24  | Auckland                  |
| Nicaragua                 | María Teresa Cortéz              | 19  | Carazo                    |
| Nigeria                   | Nyekachi Douglas                 | 21  | Calabar                   |
| Irlanda del Nord          | Lauren Eve Leckey                | 20  | Stoneyford                |
| Panama                    | Agustina Ruiz Arrechea           | 25  | Chitré                    |
| Paraguay                  | Araceli Bobadilla                | 20  | Asunción                  |
| Perù                      | Angella Escudero                 | 23  | Sullana                   |
| Filippine                 | Michelle Dee                     | 24  | Makati                    |
| Polonia                   | Milena Sadowska                  | 20  | Oświęcim                  |
| Portogallo                | Inês Brusselmans                 | 24  | Oeiras                    |
| Porto Rico                | Daniella Rodríguez               | 21  | Bayamón                   |
| Russia                    | Alina Sanko                      | 20  | Azov                      |
| Ruanda                    | Meghan Nimwiza                   | 21  | Kigali                    |
| Samoa                     | Alalamalae Lata                  | 23  | Apia                      |
| Scozia                    | Keryn Matthew                    | 24  | Edimburgo                 |
| Senegal                   | Alberta Diatta                   | 20  | Ziguinchor                |
| Sierra Leone              | Enid Jones-Boston                | 24  | Freetown                  |
| Singapore                 | Sheen Cher                       | 22  | Singapore                 |
| Slovacchia                | Frederika Kurtulíková            | 25  | Bratislava                |
| Slovenia                  | Špela Alič                       | 22  | Lubiana                   |
| Sudafrica                 | Sasha-Lee Olivier                | 26  | Alberton                  |
| Sudan del Sud             | Mariah Joseph Maget              | 22  | Giuba                     |
| Spagna                    | María del Mar Aguilera           | 21  | Cordova                   |
| Sri Lanka                 | Dewmi Thathsarani                | 21  | Sri Jayawardenapura Kotte |
| Svezia                    | Daniella Lundqvist               | 20  | Kalmar                    |
| Tanzania                  | Sylvia Sebastian                 | 19  | Mwanza                    |
| Thailandia                | Narintorn Chadapattarawalrachoat | 22  | Pathum Thani              |
| Trinidad e Tobago         | Tya Jané Ramey                   | 21  | Port of Spain             |
| Tunisia                   | Sabrine Mansour                  | 24  | Mahdia                    |
| Turchia                   | Simay Rasimoğlu                  | 22  | Istanbul                  |
| Uganda                    | Oliver Nakakande                 | 25  | Bombo                     |
| Ucraina                   | Marharyta Paša                   | 24  | Charkiv                   |
| Stati Uniti               | Emmy Rose Cuvelier               | 23  | Pierre (Dakota del Sud)   |
| Isole Vergini Americane   | A'yana Keshelle Phillips         | 24  | Saint Thomas              |
| Venezuela                 | Isabella Rodríguez               | 26  | Petare                    |
| Vietnam                   | Lương Thùy Linh                  | 19  | Cao Bằng                  |
| Galles                    | Gabriella Jukes                  | 23  | Port Talbot               |

Note
1. ↑  Al momento della partecipazione
2. ↑  Elís è originaria di Ipatinga, nello stato di Minas Gerais; tuttavia, ha rappresentato lo stato di Espírito Santo a Miss Mondo Brasile 2019.